# 유진 로체

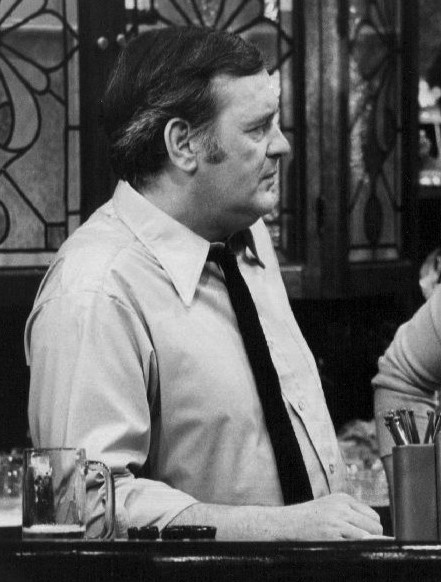

유진 로치(Eugene Roche, 1928년 9월 22일 ~ 2004년 7월 28일)는 미국의 배우이다.
보스턴에서 태어났으며 엔시노에서 사망하였다. 사인은 심근 경색이다.

## 출연 작품
- 우먼 체이서 (1999년)
- 파이널 디씨전 (1996년)
- 아름다운 청년 전태일 (1995년)
- 로스웰의 비밀 (1994년)
- 남자가 사랑할 때 (1994년)
- 살인 법정 (1993년)
- 미스테리 씨터 (1991년)
- 불멸의 열정 (1989년)
- 타이티의 열정 (1986년)
- 악마의 유혹 (1984년)
- 은반 위의 기적 (1981년)
- 더 뉴 매버릭 (1978년)
- 파울 플레이 (1978년)
- 살인 연극 (1977년)
- 크라임 클럽 (1975년)
- 미스터 리코 (1975년)
- 윈터 킬 (1974년)
- 죽음의 순례자 (1972년)
- 올 인 더 패밀리 (1968년) - 핑키 피터슨 역

### 텔레비전
- 매그넘 P.I. (1980년)
- 에어울프 - 시리즈 (1984년) - 에디 도나호그 역
- 호텔 (1983년)
- 코작 (1973년)
- 형사 Q (1976년)